# Новоселівка (Криничанська селищна громада)
Новосе́лівка — село в Україні, у Криничанській селищній громаді Кам'янського району Дніпропетровської області.
Колишній центр Новоселівської сільської ради. Населення — 509 мешканців.

## Географія
Розташована в центральній частині області на лівому березі річки Мокра Сура за 8 кілометрів на південний захід від Кам'янського. Межує із селом Степанівкою. Відстань до центру територіальної громади становить 14 км і проходить автошляхом Т 0430.

## Історія
Село засноване 1870 року переселенцями з села Романкового. В часи радянської влади тут розміщувався колгосп ім. Леніна.

## Населення

### Мова
Розподіл населення за рідною мовою за даними перепису 2001 року:
| Мова       | Кількість | Відсоток |
| ---------- | --------- | -------- |
| російська  | 433       | 85.07%   |
| українська | 67        | 13.16%   |
| угорська   | 5         | 0.98%    |
| вірменська | 4         | 0.79%    |
| Усього     | 509       | 100%     |

## Економіка
- «Новоселиця», спортивно-оздоровчий комплекс.

## Об'єкти соціальної сфери
- Школа I—II ст.
- Дитячий садочок.
- Клуб.
- Медпункт.

## Пам'ятки
- Марсового гора, балка Блоква